# Чаки (рід)
Помилка Lua у Модуль:Navbar у рядку 61: Неприпустима назва {{subst:PAGENAME}}.
Чак, множ. Чаки (словац. Čák, нім. Csák) — давній словацький шляхетський рід, члени якого відомі в Угорському королівстві з Х століття.
Відповідно до «Діянь угрів» та «Хроніки Марка» рід Чаків був пов'язаних з династією Арпадів.
Варіанти написання прізвища різними мовами:
- словацькою: Čák, Csák; Čákovci, Csákovci.
- угорською: Csák, Csáki, Csáky.
- латинською: Csák, Csak, Chák, Chaak, Chak, Chac, Caachk, Csik, Csáki, Csáky.
- німецькою: Csák, Csak, Chák, Chaak, Chak, Tschak, Czak, Csáki, Csáky.

## Історія
Старовинний словацько-угорський шляхетський рід відомий з Х століття. Володів замками Чаквар, Будатин та Спішський Град. На піку своєї могутності рід Чак зосередив у руках великі території як у Естергомському комітаті, і у сусідній Словаччині. Представники цього роду належали до найсильніших магнатів Королівства Угорщини. Не маючи високих титулів, обдаровані і заповзятливі представники роду Чак протягом кількох століть грали провідні ролі в історії Угорського королівства та Священної Римської імперії.
За Хронікою Марка родоначальник Чаків оселився в Задунайському замку Саболч, який його нащадок Чак перебудував та назвав Чаквар. Члени роду були значними сановниками, жупанами та словацькими банами. Спочатку вони відігравали важливу роль у південній столиці тодішньої Угорщини, пізніше їх відправили також до Острігома та Комарно, де вони займали високі посади, в тому числі й церковні. Протягом століть сім'я розділилася на дванадцять гілок і кілька окремих сімей, наприклад, сім'я Чаки де Михайли (Csáky de Mihály).
Представники роду
- Лука
  - Дмитро I (1217—1254), королівський суддя (1233—1234; 1242—1245)
    - Угод (пом. 1264—1270)
      - Дмитро II (пом. до 1287), Баконський граф (1281)

    - Павло
      - Петро (пом. бл. 1305)

Дмитро Чак супроводжував угорського короля Андрія II у хрестовому поході до Палестини. Брати Петро і Матвій Чаки стали жупанами і побудували свії маєтки у західній Словаччині. Після вимирання всіх членів його гілки родини брати успадкували родинні маєтки. Їхніми спадкоємцями стали двоє синів Петра — один із них — Матуш Чак Тренчанський.
1291 року за короля Андрія III представник роду проявив себе при взятті Братислави, у нагороду він отримав чин королівського мечника і Братиславського жупана. Після смерті останнього з Арпадів Андрія III, Матвій Чак перейшов на бік Чеського князя Вацлава III та отримав у володіння значну частину сучасної Словаччини, тому його ще називають «Володарем Ваги і Татр» («Pán Váhu a Tatier»), а територію, яку він займав, «землею Матвія».
Миклош Чак, представник однієї з молодших гілок роду, був воєводою Трансільванії в 1401—1403 і 1415—1426 рр. та був одним із 22-х перших кавалерів Ордену Дракона.
1638 р. у володіння роду Чак перейшов Спішський Град. У XVII столітті державним суддею, над-жупаном Спішської жупи був Іштван Чак. Його дочка Христина Чак — дружина графа Міклоша Берчені, одного з лідерів руху куруців: визвольної війни проти Габзбургів (1703—1711 роки).
У 1751—1757 рр. архієпископом Естергомським був Міклош Чакі (Csáky Miklós).
У 1798 року у володіння сім'ї Чак перейшов Будатинський замок.
Наприкінці 1920-х років міністром оборони Угорщини був Карой Чакі.